# Вальс-Зіценгайм
Вальс-Зіценгайм —  містечко та громада в австрійській землі Зальцбург. Містечко належить округу Зальцбург-Умгебунг.
Вальс-Зіценгайм на мапі округу та землі.